# Wilkołek Unikowski
Wilkołek Unikowski [pronunciación en polaco: /vilˈkɔwɛk uniˈkɔfski/] Es un pueblo en el distrito administrativo de Gmina Złoczew, dentro del  Distrito de Sieradz, Voivodato de Łódź, en Polonia central. Se encuentra aproximadamente 4 kilómetros al noroeste de Złoczew, 24 kilómetros al suroeste de Sieradz, y 75 kilómetros al suroeste del regional capital Łódź.
El pueblo tiene una población de 40 habitantes.